# Los Taques
Los Taques is een gemeente op het schiereiland Paraguaná in de Venezolaanse deelstaat Falcón. De gemeente telt 38.800 inwoners. De hoofdplaats is Santa Cruz de Los Taques.
Er is een olieraffinaderij.